# ウィネベーゴ湖
ウィネベーゴ湖（ウィネベーゴこ、英: Lake Winnebago）は、アメリカ合衆国ウィスコンシン州東部にある淡水湖である。湖面の広さは137,700エーカー (557 km²; 215.2 平方マイル) あり、ウィスコンシン州の中に全てが入っている湖としては最大である。南北の長さは30マイル (48 km)、幅は10マイル (16 km)、湖岸の延長は88マイル (142 km)、平均水深15.5フィート (4.7 m)、最大水深21フィート (6.4 m) である。西岸沿いに多くの浅い暗礁があり、また東岸は崖になっている。西岸近くに幾つかの島がある。
ウィネベーゴ湖にはウルフ川とフォックス川という2つの主要河川が流れ込んでいる。出て行くのはフォックス川であり北のグリーン湾に向かい、フォックス・ウィスコンシン水路の一部になっている。ウィネベーゴ・プールと呼ばれる州内の大きな湖水体系の一部にもなっている。
湖岸にある都市としては、オシュコシュ、フォンデュラク、ニーナ、メナシャがある。湖水を使った上水道体系により、オシュコシュ、ニーナ、メナシャ、アップルトン各市の合計25万人以上に水を供給している。

## 歴史
このウィネベーゴ湖は約12,000年前のオシュコシュ氷河湖の名残である。氷河がグリーン湾でミシガン湖からの湖水の流入を塞ぎ、出口が無かったので、氷が堰き止めて水を貯めたものだった。
ウィネベーゴ湖の数マイル東をナイアガラ断崖が通っている。湖の下にある柔らかいオルドビス紀の岩が侵食されてしまい、固いシルル紀の岩が尾根となり、この盆地を形成した。
1634年、フランス人がグリーン湾の岸でウィネベーゴ族インディアンがウィネベーゴまで伸びる地域に住んでいたのを発見した。この部族の自称する名前はホーチャンクだったが、近くに住むアルゴンキン語族が「汚れた水」を意味するウィネベーゴと呼んでいた。ウィネベーゴ湖の夏は魚の臭いがきつかったので、アルゴンキン語族が湖のことをそう呼んでいた。
1880年代の夏季には湖の東岸から西岸のオシュコシュまで2週間ごとに蒸気船B・F・カーターが就航していた。
3月の氷が割れるころの風が強い日に、時として氷がショーブ（拝み上がり）することで知られている。住民は「貨物列車の音」のようだと言っている。25フィート (7.5 m) の高さにまで達することがあるこのショーブで、湖岸の建物が壊されたこともあった。

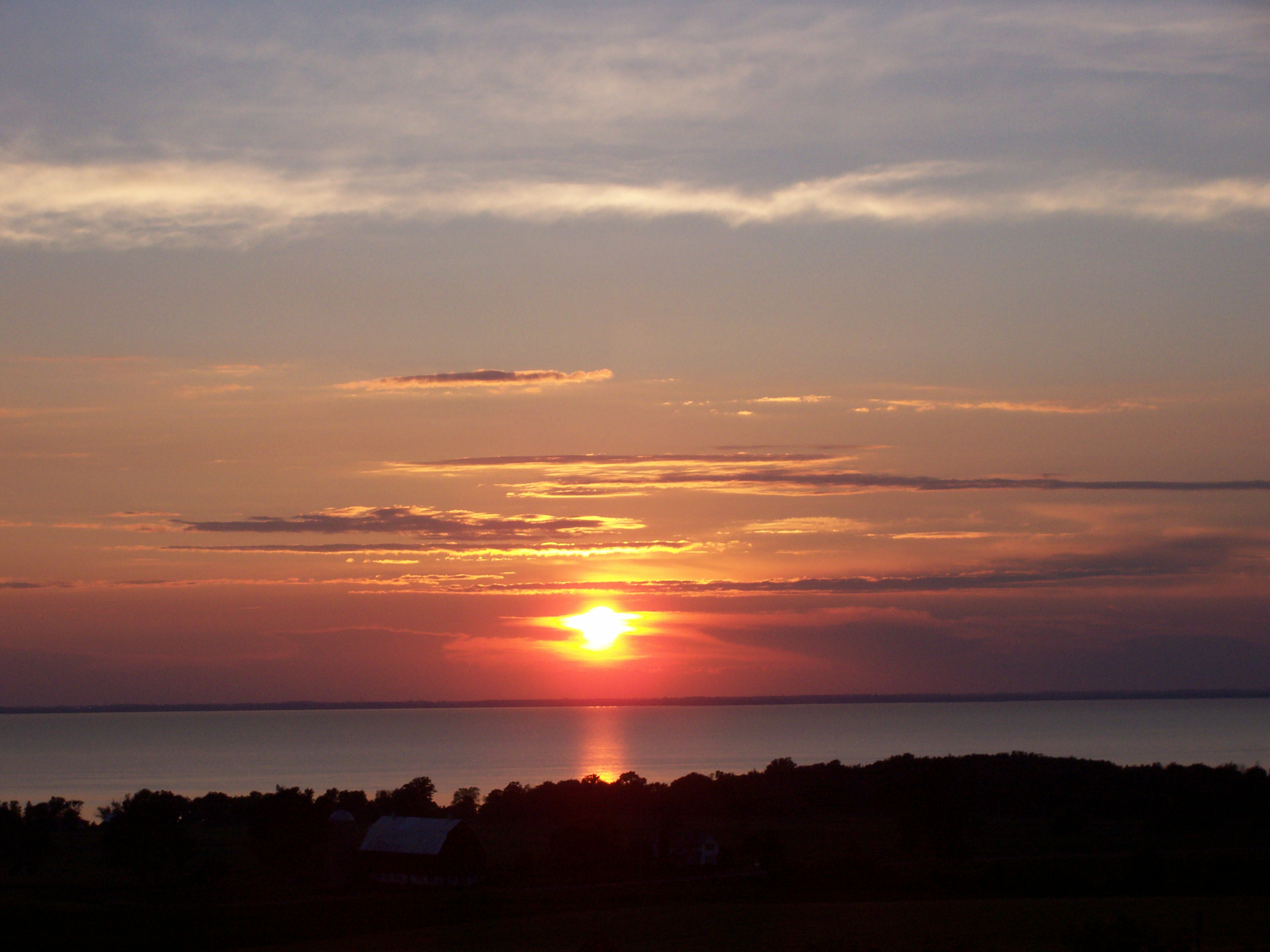
ウィネベーゴ湖に沈む夕日、東岸のナイアガラ断崖から見る

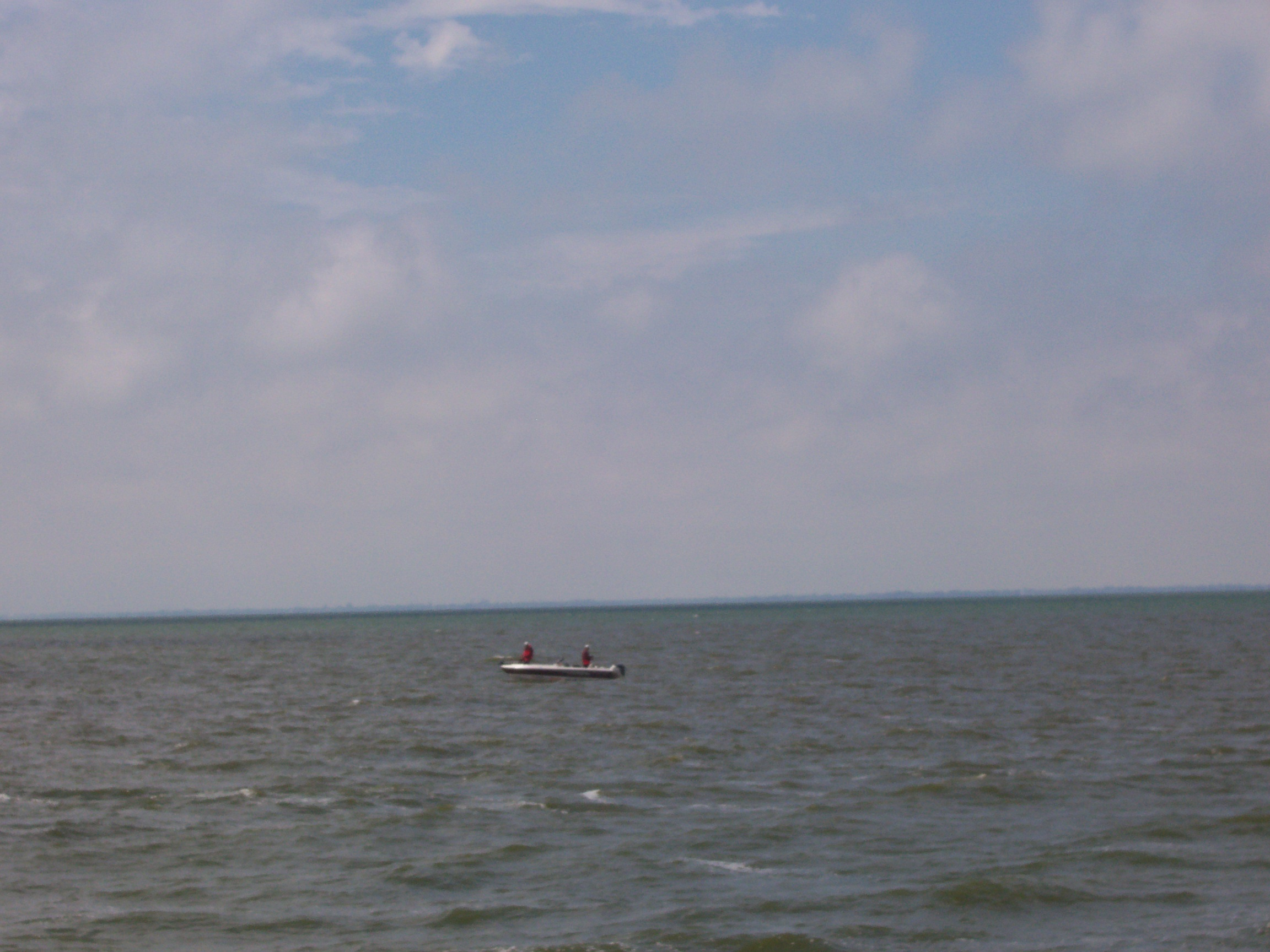
釣り船、ストックブリッジの港から見る

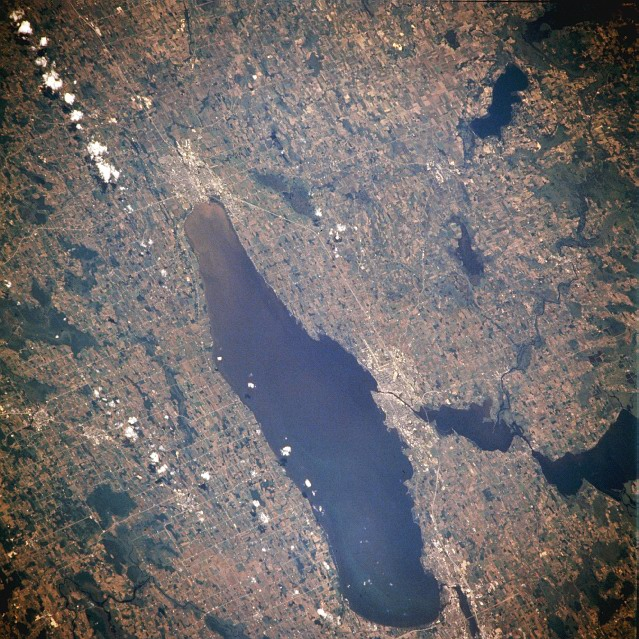
衛星写真（1996年撮影）、左上の白い雲の糸がほぼ南北方向、北が下

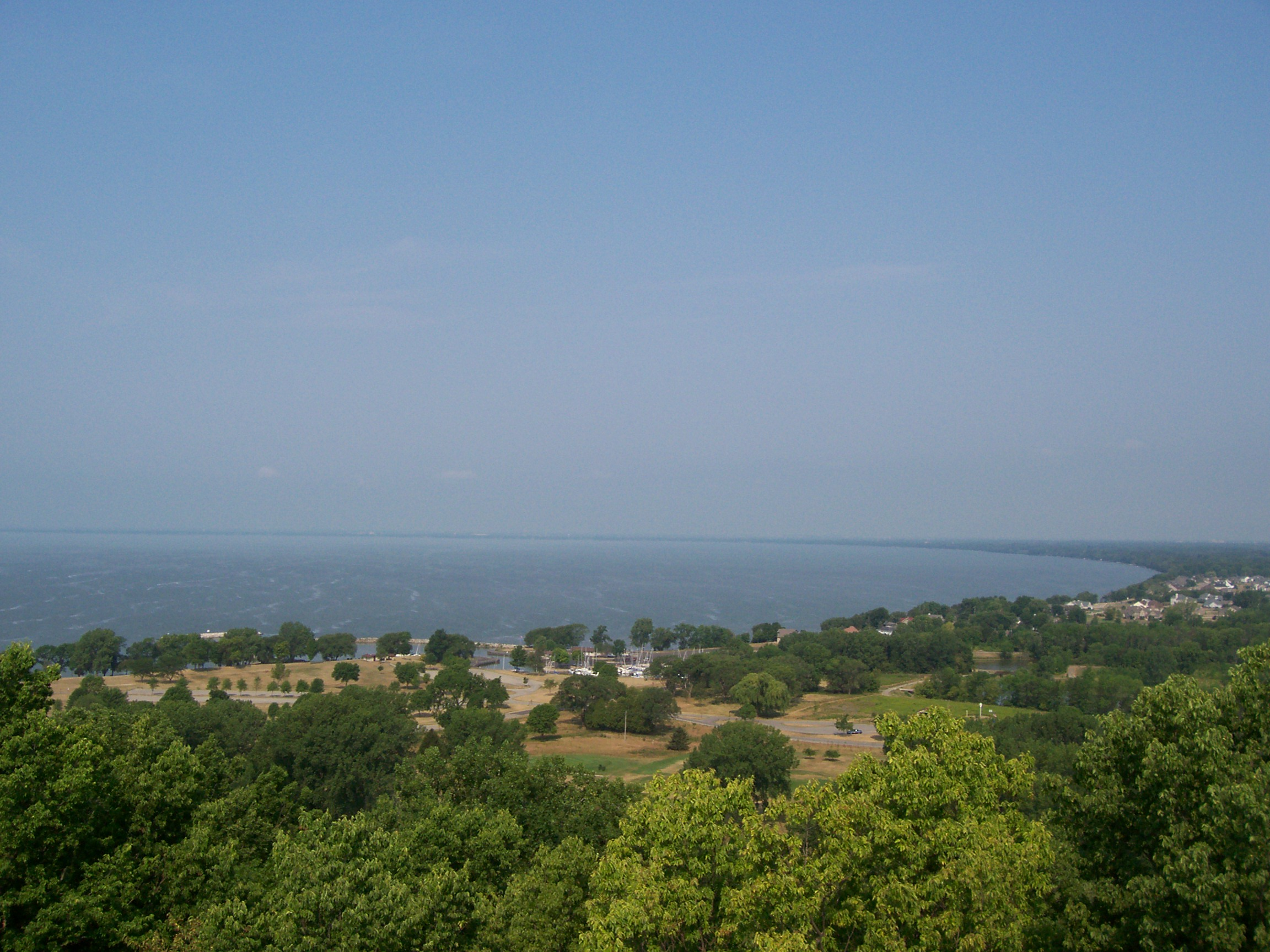
ウィネベーゴ湖北端にあるハイクリフ州立公園から西を望む

## 閘門とダム
ウィネベーゴ湖は人工湖ではないが、1850年と1930年にフォックス川から入る口にあるドティ島の両側に造られたダムによって水位は約3フィート (90 cm) 上昇した。現在その水位はアメリカ陸軍工兵司令部が洪水制御の需要に合わせて管理しており、私有財産に与える氷による損傷を減らし、下流の水力発電と汚染希釈のために放水し、ボートのシーズンには高水位を保っている。
17か所の閘門でウィネベーゴ湖とミシガン湖を繋いでいる。この閘門はフォックス川下流にあり、ウィネベーゴ北西隅、メナシャ市に始まり、グリーン湾に注ぐ河口で終わっている。その1つであるラピッドクロシュ閘門はウミヤツメが上流に行かないようにする障壁として恒久的に閉じられており、残り3か所のみが稼働している。閘門の再建が進められており、フォックス川航行公社が監督している。

## レクリエーション
ウィネベーゴ・プールでは多くの年中行事が行われる。例えば湖岸でのコンサート、釣り選手権、ボート漕ぎの行事、プレジャーボートのラリー、帆走と氷上レースなどである。

### ボート
上流にあるビッグレイク・ビューデモール、ウィネコン、ポイガン各湖、ウルフ川、フォックス川の上下流と共に、プレジャーボートを楽しむ地域である。1989年、ウィスコンシン州自然資源省によるボート利用度の調査では、ウィネベーゴ・プールがミシシッピ川を凌いで州内で最も繁華な内陸水路とされていた。

### 公園
ウィネベーゴ湖は、州、郡、市営の様々な公園がある。ハイクリフ州立公園が湖で唯一の州立公園であり、湖の北東隅にある。この公園ではキャンプ、ハイキングが楽しめ、湖の美しい景観、マリーナ、湖浜、展望台、ピクニック場がある。キャンプはカルメット郡公園やフォンデュラク郡のコロンビア郡立公園でもできる。ハイクリフやカルメット郡公園で湖を見下ろす象形塚を見ることもできる。
フォンデュラクの湖畔公園は湖の南端にあり、広さ400エーカー (1.6 km²) の中には、ピクニック場、東屋、遊技場、鹿の公園、野球場、マリーナ、ボート降ろし場がある。遊園地の汽車、古いスタイルの遊動円木、バンパーボート、水上自転車、カヌーなども楽しめる。メモリアルデイの週末からレイバーデイまでペット動物園が開かれる。オシュコシュ市にはメノミニー公園があり、歩道、釣り桟橋、ボート降ろし場、動物園、小さなアミューズメントパーク、ソフトボール場、テニスコート、バスケットボールコートもある。ここでは7月にソーダスト（おがくず）デイズ祭も開催される。

### 釣り
ウィネベーゴ湖は、州内でも釣り客の多い湖である。ウォールアイ釣りでは国内最高の釣り場と考える釣り人も多い。その他の魚種としては、ブルーギル、オオクチバス、マスケランジ、ノーザンパイク、ペルカ、カワメンタイ、ホワイトバス、淡水ニベ、アメリカナマズ、フラットヘッド・キャットフィッシュ、コクチバスが生息している。2010年6月、オシュコシュでギネスの世界記録にも掲載された歴史上最大の釣り選手権が開催された。2007年の調査で、レクリエーション用釣りの経済効果は年間約3億米ドルになっていた。

#### 冬
冬はアイスフィッシングが人気がある。シーズンには1万台の乗用車が訪れても不思議ではない。氷の膨張性亀裂がブリッジになり、湖の東岸と西岸にある多くの市は道路の凍った表面を雪掻きする。釣果としてはソーガーとウォールアイが多く、偶にペルカやホワイトバスが釣れる。
チョウザメのスピアフィッシングは2月がシーズンである。1903年にチョウザメの槍突きに8ポンド (3.6 kg) 以上の制限が導入された。1915年から1931年までは全て禁止されていた。2003年のチョウザメ個体数は国内最大だった。ウィスコンシン州自然資源省は毎年の漁獲高を制限している。

#### その他の季節
早春（5月5日から6月30日）はウォールアイとソーガーが多い。ソーガーはサンドパイクとも呼ばれ、冷たい水での食いつきがいい。ホワイトバスは6月が、ペルカは7月が良い。秋は釣果が減る。